# Oise
Você pode estar a procura do Rio Oise.
Oise (aportuguesado como Esa) é um departamento da França localizado na região dos Altos da França. Sua capital é a cidade de Beauvais.